# Kathy and Gulliver
Kathy and Gulliver (a volte riportati sui dischi con la grafia Kathy & Gulliver) sono stati un duo vocale composto dall'italiano Santino Scarpa (1950) e la statunitense Kathy Vergani.

## Storia del gruppo
Nati da un'iniziativa di Cesare De Natale e Mario Capuano (che, dopo aver lanciato i Middle of the Road ripete l'operazione con questo duo), il debutto avviene con una versione di How Do You Do del duo olandese Mouth & MacNeal che, in molti paesi (è pubblicata in Spagna, Portogallo  e Angola), supera come vendite quella originale.
L'album omonimo, pubblicato nello stesso anno, venne anche stampato in Argentina dalla RCA Victor.
Nello stesso anno partecipano con Chelsea alla Mostra internazionale di musica leggera 1972 di Venezia. Il 1973 è l'anno di Angels and Beans, colonna sonora del film Anche gli angeli mangiano fagioli di E.B. Clucher, dopodiché a causa di un incidente automobilistico subito da Scarpa il duo interrompe l'attività per poi sciogliersi.
Gulliver collabora poi con i fratelli Guido e Maurizio De Angelis incidendo Brotherly Love, colonna sonora del film Pari e dispari, mentre Kathy Vergani forma un duo con il marito Lally Stott, The Lovebirds.
Nei decenni successivi Santino Scarpa si occuperà ad attività di ricerca etnico-musicale.

## Discografia

### Album
- 1972: Kathy and Gulliver (RCA Italiana, PSL 10553)

### Singoli
- 1972: Chelsea/Rub It In (RCA Italiana, PM 3671)
- 1972: How Do You Do/I Know the Rain (RCA Original Cast, OC 25)
- 1972: Chelsea/Rub It In (RCA Italiana, PM 3671)
- 1973: Angels and Beans/Hey Boss (RCA Original Cast, OC 35)
- 1973: Swing Swing/Thinkin' (RCA Original Cast, OC 38)